# Уракаево (Кугарчинский район)
Уракаево (баш. Ураҡай) — деревня в Кугарчинском районе Республики Башкортостан Российской Федерации. Входит в состав Ибраевского сельсовета. 

## География

### Географическое положение
Расстояние до:
- районного центра (Мраково): 14 км,
- центра сельсовета (Ибраево): 6 км,
- ближайшей ж/д станции (Мелеуз): 61 км.

## Население
| 2002 | 2009 | 2010 |
| ---- | ---- | ---- |
| 104  | ↗106 | ↘91  |

Национальный состав
Согласно переписи 2002 года, преобладающая национальность — башкиры (100 %).